# Championnats d'Europe féminins de boxe amateur 2005
Navigation
Édition précédente Édition suivante
Les 4e championnats d'Europe de boxe amateur  féminins se sont déroulés du 8 au 15 mai 2005 à Tønsberg, Norvège.
Organisées par l'European Boxing Confederation (EUBC), les compétitions se sont disputées dans 13 catégories de poids différentes.

## Résultats

### Podiums
| Catégories                   | Or                  | Argent           | Bronze                                |
| Poids pailles (-46 kg)       | Elena Sabitova      | Camelia Negrea   | Oksana Shtakun Derya Aktop            |
| Poids mi-mouches (-48 kg)    | Laura Tosti         | Olesya Gladkova  | Monika Csik Stelia Duta               |
| Poids mouches (-50 kg)       | Simona Galassi      | Hasibe Ozer      | Nelly Onishchenko Viktoria Usatchenko |
| Poids super-mouches (-52 kg) | Sofia Ochigava      | Sumeyra Kaya     | Viktoria Rudenko Maarit Teuronen      |
| Poids coqs (-54 kg)          | Karolina Michalczuk | Seda Aygun       | Ludmila Hrytsay Mihaela Cijeschi      |
| Poids plumes (-57 kg)        | Myriam Chomaz       | Henriette Kitel  | Josefine Tengroth Nagehan Gul         |
| Poids légers (-60 kg)        | Katie Taylor        | Eva Wahlstroem   | Ingrid Egner Gulsum Tatar             |
| Poids super-légers (-63 kg)  | Cecilia Braekhus    | Yulia Nemtsova   | Kiymet Karpuzoglu Larisa Pop          |
| Poids welters (-66 kg)       | Irina Sinetskaya    | Yvonne Rasmussen | Olexandra Kozlan Yeliz Yesil          |
| Poids super-welters (-70 kg) | Karolina Łukasik    | Siren Siraas     | Natalia Perchrest Nurcan Carkci       |
| Poids moyens (-75 kg)        | Anna Laurell        | Maria Yavorskaya | Anita Ducza Emine Ozkan               |
| Poids mi-lourds (-80 kg)     | Galina Ivanova      | Ewa Piwowarska   | Selma Yagci Gabriela Mitran           |
| Poids lourds (+80 kg)        | Adriana Hosu        | Maria Kovacs     | Anna Zyelyuk Paulina Szmidt           |

### Tableau des médailles
| Place | Pays              | Médaille d'or, Europe | Médaille d'argent, Europe | Médaille de bronze, Europe | Total |
| ----- | ----------------- | --------------------- | ------------------------- | -------------------------- | ----- |
| 1     | Russie            | 4                     | 3                         | 1                          | 8     |
| 2     | Pologne           | 2                     | 1                         | 1                          | 4     |
| 3     | Italie            | 2                     | 0                         | 0                          | 2     |
| 4     | Norvège           | 1                     | 2                         | 1                          | 4     |
| 5     | Roumanie          | 1                     | 1                         | 4                          | 6     |
| 6     | Suède             | 1                     | 0                         | 1                          | 2     |
| 7     | France            | 1                     | 0                         | 0                          | 1     |
| 7     | Irlande           | 1                     | 0                         | 0                          | 1     |
| 9     | Turquie           | 0                     | 4                         | 8                          | 12    |
| 10    | Hongrie           | 0                     | 1                         | 2                          | 3     |
| 11    | Finlande          | 0                     | 1                         | 1                          | 2     |
| 12    | Ukraine           | 0                     | 0                         | 7                          | 7     |
| Total | 12 pays médaillés | 13                    | 13                        | 26                         | 52    |